# Tibor Zsitvay

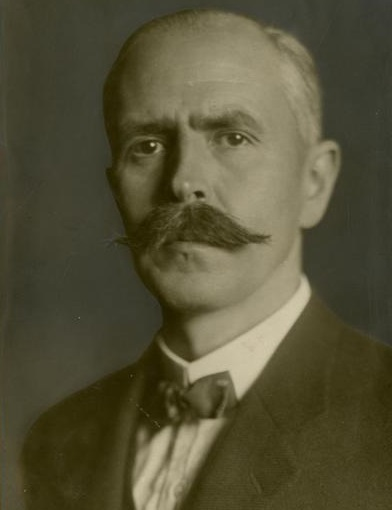
Tibor Zsitvay

Tibor Zsitvay de Zsitvatő (Pozsony, 10 november 1884 – Alpnach, 9 juli 1969) was een Hongaars politicus en jurist, die van 1929 tot 1932 het ambt van minister van Justitie bekleedde. Hij studeerde rechten aan de Universiteit van Boedapest. Van 1909 tot 1919 was hij raadslid bij het Hongaarse spoor. Na de val van de Hongaarse Radenrepubliek was hij een van de oprichters van de Christelijk-Nationale Partij. Van 1919 tot 1920 was hij afgevaardigd commissaris voor Kecskemét. Hij verliet zijn partij in 1920 om opnieuw advocaat te worden.
Van 1920 tot 1926 werkte hij als procureur-generaal voor het Hongaarse spoor (MÁV). In 1922 werd hij lid van het Hongaars parlement (de Nationale Vergadering), waarvan hij in 1924 ook vice-voorzitter was. Vanaf 1926 was hij voorzitter van dit eenkamerparlement. Toen het parlement in 1927 werd opgedeeld in een lagerhuis, het Huis van Afgevaardigden en een hogerhuis, het Magnatenhuis, werd hij voorzitter van het Huis van Afgevaardigden. Deze functie oefende hij uit tot 1929, toen hij door István Bethlen werd aangesteld als minister van Justitie in diens regering, een ambt dat hij ook bekleedde in de daaropvolgende regering-Gyula Károlyi. Tijdens zijn ministerschap werden de twee communistische leiders Sándor Fürst en Imre Sallai terechtgesteld.
In de vroeger jaren 1930 was hij voorzitter van de Nationale Eenheidspartij, die hij verliet in 1938. In 1944 emigreerde hij naar Zwitserland.